# Dragana Gladović
Dragana Gladović (cyr. Дрaгaнa Глaдoвић, ur. 27 lipca 1992 w Šabacu) – serbska sportsmenka, uprawiająca taekwondo. Brała udział w igrzyskach w Londynie w kategorii 57 kg, ale odpadła w pierwszej rundzie. Reprezentuje klub TK Letnjikovac Šabac.